# Asianidia apiculata
Asianidia apiculata är en insektsart som först beskrevs av Géza Horváth 1909.  Asianidia apiculata ingår i släktet Asianidia och familjen dvärgstritar. Inga underarter finns listade i Catalogue of Life.